# 25483 Trusheim
25483 Trusheim è un asteroide della fascia principale. Scoperto nel 1999, presenta un'orbita caratterizzata da un semiasse maggiore pari a 2,4228966 UA e da un'eccentricità di 0,1044931, inclinata di 0,96727° rispetto all'eclittica.